# Beth Botsford
Pour les articles homonymes, voir Botsford.
Elizabeth « Beth » Anne Botsford, née le 21 mai 1981 à Baltimore, est une nageuse américaine.
Elle a notamment remporté deux médailles d'or aux Jeux olympiques d'été de 1996 (100 mètres dos et 4 × 100 mètres quatre nages).